# Jan Theuninck
 (décembre 2014).
Jan Theuninck (né le 7 juin 1954), artiste-peintre et poète cosmopolite.

## Biographie
Né à Zonnebeke en Belgique, il écrit en français, et parfois en anglais, bien qu'il soit néerlandophone.
Ses convictions sociales et politiques jouent un rôle déterminant, aussi bien dans ses poésies que dans ses peintures abstraites. Poèmes connus  : Tais-toi !, Stalag Zehn B, Ypérite, Shoa, Papirac.

Influencé par Joan Miró et Ellsworth Kelly, le peintre évolue entre un minimalisme et un expressionnisme monochrome.
Les grands thèmes se retrouvent dans ses peintures  abstraites : holocauste, colonialisme, migration internationale et pacifisme.

## Quelques œuvres
White Niggers (nègres blancs)  où il critique vivement la situation coloniale et les abus dans notre société contemporaine (il dit de lui-même : « Je suis un nègre blanc » ), Beyond the Limit : un paradigme épistémologique possible, Fagospatose sur la situation politique, Wargasm ou La Psychanalyse d'un guerrier, Hmo multiculturalis T. : une œuvre plutôt philosophique et Holocauste qui forme une unité ecphrastique[C'est-à-dire ?] avec son poème Shoa.